# Lonchodiodes samarensis
Lonchodiodes samarensis ist eine Insektenart aus der Ordnung der Gespenstschrecken (Phasmatodea). Gelegentlich wird die Art auch mit dem deutschen Namen Bunte Samar-Stabschrecke angesprochen, welcher sich auf Färbung und Herkunft der Tiere bezieht.

## Merkmale
Die in beiden Geschlechtern flügellose Art zeigt den typischen Habitus von Stabschrecken. Die Weibchen erreichen eine Länge von 120 Millimetern, während die Männchen nur etwa 85 Millimeter lang werden. Die Fühler sind bei den Männchen etwa 3/4 so lang wie der Körper. Die der Weibchen sind kürzer, überragen aber noch die ausgestreckten Vorderbeine. Die dominierende Farbe der Weibchen ist ein mattes Grün (Farngrün). Lediglich an den Gelenken der Beine findet sich ein verwaschenes Hellbraun. Dieses ist in der Jugendzeichnung der letzten beiden Nymphenstadien noch kräftiger und hebt sich von der in dieser Entwicklungsphase noch kräftig oliv- bis gelbgrünen Grundfarbe ab. Außerdem haben die subadulten Tiere zwischen dem grünen und dem braunen Schenkelanteil eine auffällige, helle Binde und weiße Flecken am Ansatz der Beine. Die Männchen sind auch als Imagines noch sehr lebhaft gezeichnet. Ihr Abdomen ist grünbraun gefärbt. Die größtenteils grünen Beine bilden einen deutlichen Kontrast zu der orangebraunen Farbe von Kopf, Thorax und den Gelenken der Beine. Auch die hellen Bereiche an den Schenkeln und am Thorax über den Hüften sind bei ihnen noch deutlich zu erkennen.

## Vorkommen
Das Vorkommen von Lonchodiodes samarensis beschränkt sich auf die  philippinische Insel Samar, genauer auf deren nördliche Provinz Northern Samar, wo die Art in der Gegend der Stadtgemeinde Bobon von Andy Maluche gesammelt wurde.

## Lebensweise und Fortpflanzung
Sowohl die Nymphen als auch die Imagines verharren tagsüber bewegungslos in den Nahrungspflanzen und beginnen erst bei Einbruch der Dämmerung an diesen zu fressen. Erwachsene Weibchen fangen wenige Tage nach der Paarung an täglich drei bis fünf Eier zu legen, welche auf den Boden fallen gelassen werden. Die schwarzbraunen Eier sind gut drei Millimeter lang und knapp zwei Millimeter breit und zeichnen sich durch ein pilzförmiges Capitulum auf dem Deckel aus. Nach etwa drei bis vier Monaten schlüpfen aus ihnen die zunächst dunkelbraunen, fast schwarzen Nymphen, welche erst in späteren Stadien zunehmend grün werden und für ihre Entwicklung zum adulten Insekt etwa drei bis fünf Monate benötigen.

## Name und Systematik
Die schon 2001 von Philip Bragg gezüchtete Art war zunächst unter der Bezeichnung Carausius spec. PSG 230 bekannt, die auf die Nummerierung der in Zucht befindlichen Gespenstschrecken der Phasmid Study Group zurückgeht. Erst 2007 wurde sie als Typusart der neu errichteten Gattung Lonchodiodes beschrieben. Das Artepitheton bezieht sich auf ihren Fundort.
Der männliche Holotypus sowie drei Paratypen (ein Männchen und zwei Weibchen) und vier Eier sind in der Zoologischen Staatssammlung München hinterlegt. Weitere Paratypen befinden sich in der Universität der Philippinen in Los Baños, im Naturhistorischen Museum Wien, im Natural History Museum in London und in der Sammlung von Frank H. Hennemann.

## Terrarienhaltung
Lonchodiodes samarensis ist eine einfach im Terrarium zu pflegende Gespenstschrecke. Sie lässt sich problemlos bei Zimmertemperatur halten und züchten. Gefressen werden unter anderem Brombeerblätter, die als belaubte Zweige in enghalsigen Vasen in das Terrarium gestellt und gelegentlich mit Wasser besprüht werden sollten. Die Eier können im Terrarium belassen werden, wenn ein leicht feuchtes Substrat den Boden bedeckt. Die Art wird von der Phasmid Study Group weiterhin unter der PSG Nummer 230 geführt.

## Bilder

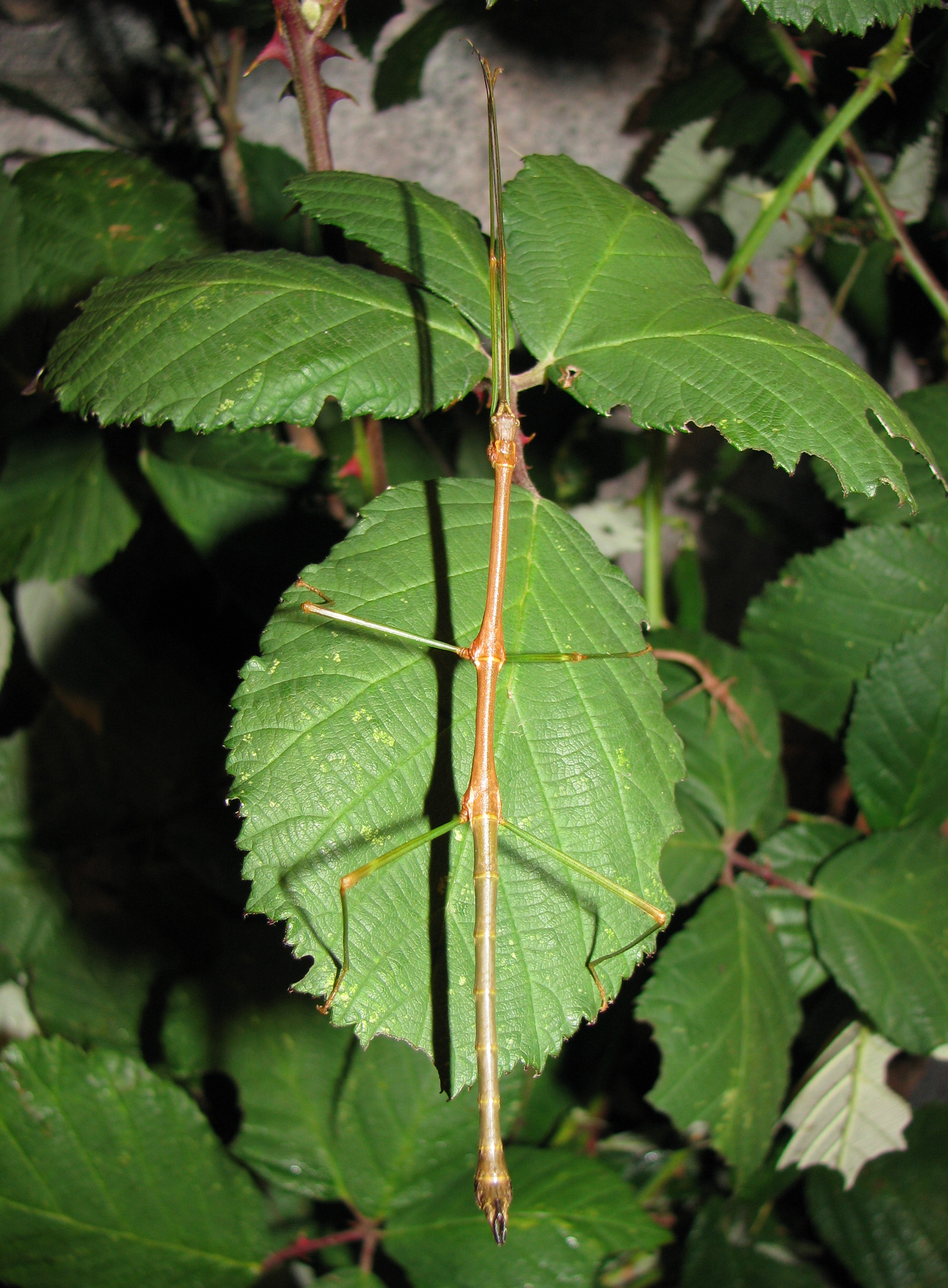
Männchen
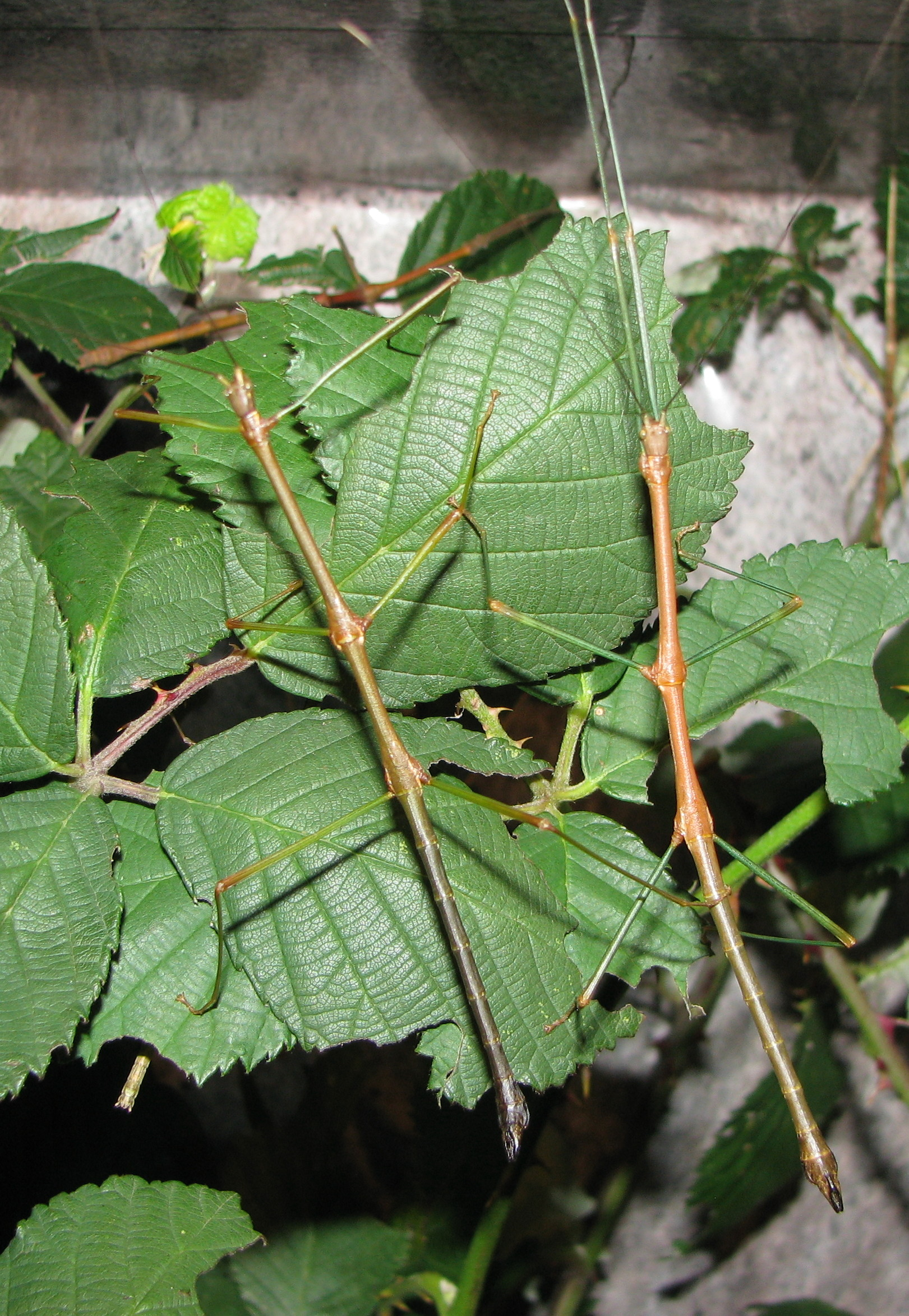
Unterschiedlich gefärbte Männchen
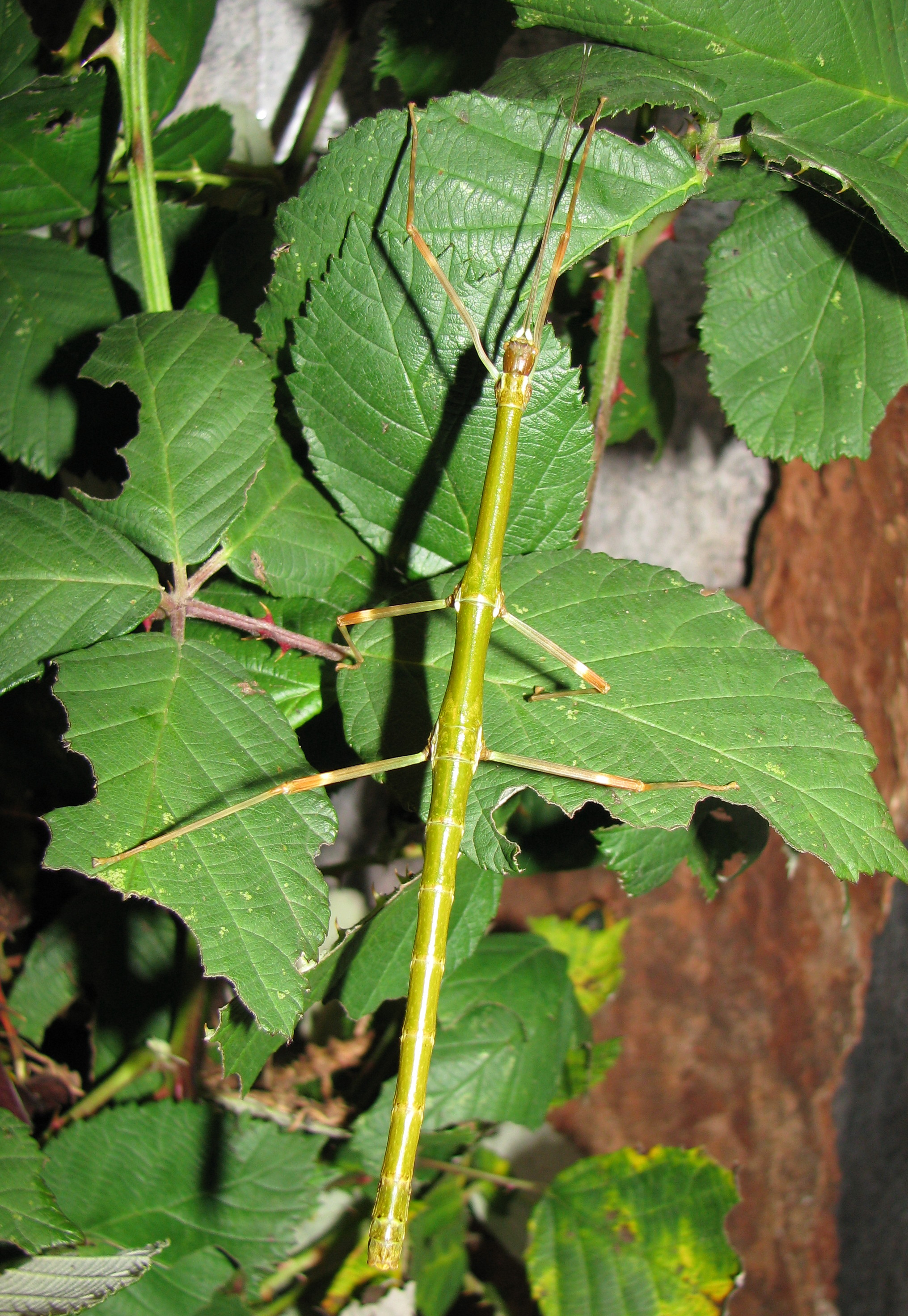
subadultes Weibchen
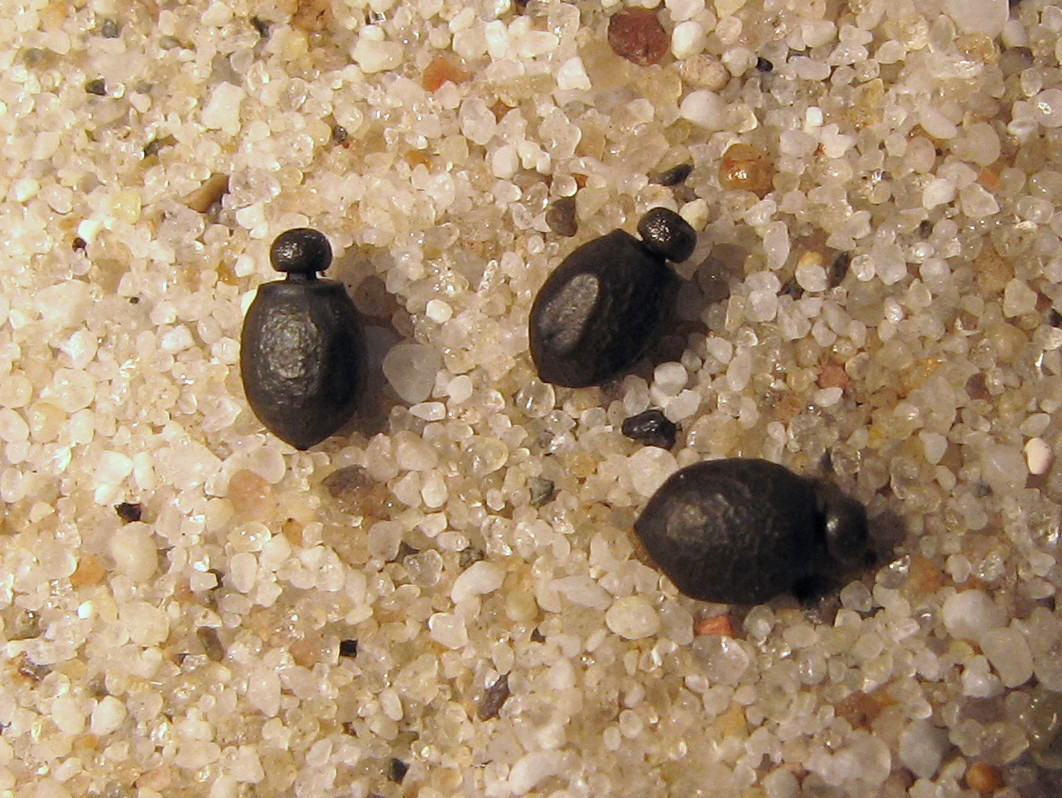
Eier